# Conrad Haas

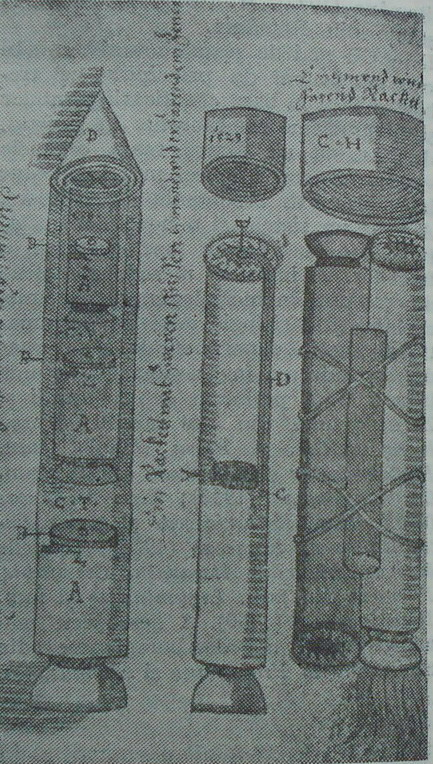
Reproducere din ultima parte a Coligatului de la Sibiu (1529-1555).

Conrad Rudolf Haas (n. 1509, Dornbach, lângă Viena – d. 1576, Sibiu) a fost un militar și inventator de origine austriacă, precursor al zborului cu racheta. A imaginat la Sibiu tehnica rachetei în trepte.

## Origine și studii
Conrad Haas se trăgea din clanul Haasenhof, ce-și avea obârșia în zona Landshut, oraș german înfrățit în prezent cu Sibiul. Provenea dintr-o familie înstărită, a învățat latina și germana la școala situată în apropierea Capelei Sf. Ana. 
Deși pasionat până atunci de alchimie și influențat de familie să devină medic, Conrad Haas alege cariera armelor. A servit la început ca guard imperial de artilerie, devenind în scurt timp ofițer pe lângă curtea imperială austriacă. În deceniul patru al secolului al XVI-lea, Conrad Haas s-a hotărât să împărtășească ideile lui Martin Luther, devenind protestant.
Se va implica intens în războiul lui Ferdinand de Habsburg cu Ioan Zapolya, război cunoscut drept războiul pentru Transilvania. 
În anul 1542 Conrad Haas participă la războiul cu turcii în bătăliile din jurul Vienei și la acțiunile militare desfășurate în apropierea Bratislavei.

## Carieră
La vârsta de 42 de ani, în 1551, a fost trimis la Sibiu pentru a se ocupa de arsenalul orașului. Haas rămas la Sibiu până la sfârșitul vieții. Arsenalul din Sibiu, localizat și astăzi în Cazarma Kempel din Piața Armelor, a fost construit după indicațiile lui Haas. Arsenalul sibian a fost unul dintre cele mai bine dotate și înaintate ca tehnologie militară din sud-estul Europei în acea perioadă, sub administrarea lui Haas.
În calitate de armurier a întreprins câteva călătorii la Alba Iulia, dorind să-l întâlnească pe Hans Walach, care realiza pe atunci pulbere pentru armele de foc. 
Conrad Haas, preocupat de întărirea capacității de luptă a trupelor imperiale, efectuează o serie de experimente cu tipurile de rachete pe care, în anii anteriori, le imaginase și le consemnase în manuscrisele sale. La Sibiu continuă studiile începute în 1529 legate de tehnologia rachetelor, redactând lucrarea Varia II 374. Manuscrisul sibianului Conrad Haas este cel mai vechi document cunoscut din istoria rachetei moderne.

## Manuscrisul de la Sibiu
Manuscrisul sibian cunoscut sub denumirea de Varia II 374 sau Coligatul de la Sibiu (colligare = a lega împreună), a fost redactat de Conrad Haas între anii 1529-1556 împreună cu alte lucrări de pirotehnie pe care le-a deținut Haas, pe vremea când ocupa funcția de șef al Arsenalului militar al armatei austriece. Este scris în germana medievală, legat în piele, conține 392 de file și 203 ilustrații în culori (roșu, albastru, verde, galben, maro și violet) și trei studii de artă militară, primele două fiind scrise între anii 1417 – 1459: 
- Probleme de pirotehnie și balistică (primele 36 de file ale Manuscrisului) - scris de Hans Haasenwein, angajat al municipalității sibiene
- Despre mașinile de asediu (filele 37-110) - scris de către un autor sibian anonim, având la bază texte ale strategului militar Berthold Schwartz
- Al treilea, aparținând integral lui Conrad Haas - consacrat construcției și utilizării rachetelor cu două și trei trepte. Sunt descrise 17 tipuri de rachete, de forme diverse, toate fiind prevăzute la partea inferioară cu stabilizatori de direcție de formă triunghiulară, asemănători literei grecești delta.

Sunt descrise rachete cu pulbere, autopropulsate, care erau considerate de inventatorul lor, fie mijloace de lansare a artificiilor pentru zilele festive, fie arme eficiente de luptă. 
Rachetele lui fuseseră deja utilizate cu succes împotriva armatelor otomane care în 1542 asediaseră Viena.

## Invențiile lui Haas
Lista invențiilor lui Haas menționate în manuscris conține: 
- rachetă cu două etaje de ardere (1529)
- rachetă cu trei etaje (1529)
- baterie de rachetă (1529)
- „căsuță zburătoare” (1536)
- experimentarea principiului arderilor necesare la racheta cu mai multe etaje (1555)
- utilizarea aripioarelor de stabilizare având forma literei delta (1555).

Haas era preocupat și de descoperirea unor noi compoziții pentru combustibili, recomandând folosirea de carburanți pe bază de compuși de amoniu și avansând totodată ideea utilizării unor combustibili lichizi, total diferiți de pulberile diverse pe bază de salpetru care se foloseau în acea perioadă. 
Conrad Haas s-a manifestat deseori împotriva utilizării invențiilor sale în scopuri militare, dorind ca studiile sale să aibă o aplicație pașnică. În ultimul capitol Conrad Haas specifica:
«Sfatul meu este ca lumea să trăiască în pace, să nu mai fie război; muschetele să fie lăsate în tecile lor, ghiulelele bombardelor să nu mai împrăștie moarte și praful de pușcă să nu mai ia foc; astfel își păstrează Prințul banii și Armurierul viața ; acesta este sfatul pe care vi-l dă Conrad Haas». 

## Racheta în trepte
Patru secole mai târziu, principiul rachetei în trepte a fost redescoperit de un alt sibian, Hermann Oberth și pusă în aplicare de Wernher von Braun în preajma celui de-al doilea război mondial
Această lucrare este astăzi considerată prima documentație și tehnologizare a rachetelor, în Europa. Manuscrisul de la Sibiu a fost descoperit în 1961 în Arhivele Statului din Sibiu și cercetat în amănunțime de istoricul și cercetătorul Dimitrie-Doru Todericiu, care publică în anul 1969 lucrarea Preistoria Rachetei Moderne. Manuscrisul de la Sibiu (1400-1569).

## Omagii
Piesa de teatru Rugul de Octav Măgureanu, al cărei personaj principal este Conrad Haas, a fost tradusă și jucată în limba germană, în cadrul Festivalului Cibinium 71.
Textele lui Haas în domeniul rachetelor și aspectele esențiale ale Coligatului de la Sibiu, au fost prezentate la congresele internaționale de la Braunschweig (1966), Madrid (1966) și Mar del Plata (1967).
În 1983 Frieder Schuller, emigrat în 1978 din Sibiu la Bonn, a realizat pentru televiziunea austriacă un film documentar despre Conrad Haas.
HAAS este numele unei rachete proiectată la Asociația Română pentru Cosmonautică și Aeronautică să transporte sateliți în spațiul cosmic. 
În prezent există o stradă în Sibiu care-i poartă numele.